# BPS CS22892-052
BPS CS22892–052 (Snedens Stern) ist ein alter Population-II-Stern im Halo der Milchstraße. Er gehört zur seltenen Klasse der ultra-metall-armen Sterne (Metallizität [Fe/H]=−3.1), und darin wiederum zur seltenen Unterklasse mit einer Überhäufigkeit von r-Prozess-Elementen.
Er wurde von Tim C. Beers und Mitarbeitern mit dem Curtis Schmidt-Teleskop am Cerro Tololo Inter-American Observatory in Chile entdeckt. Detaillierte hochauflösende spektroskopische Untersuchungen seit etwa 1995 (mit Chris Sneden von der University of Texas in Austin als der führende Beobachter) gestatteten die Bestimmung der Häufigkeiten von 53 Elementen in diesem Stern (lediglich auf der Sonne konnten mehr gemessen werden).
Alle Häufigkeiten für Elemente schwerer als Barium (Z=56) zeigen das Muster der vom r-Prozess gebildeten Elemente im Sonnensystem. Durch Vergleich der im Stern beobachteten Häufigkeiten eines stabilen Elementes wie Europium (Z=63) und eines radioaktiven wie Thorium (Z=90) mit berechneten Häufigkeiten dieser Elemente in einer Typ II Supernova-Explosion (wie sie von den Gruppen von Karl-Ludwig Kratz in Mainz und Friedrich-Karl Thielemann in Basel durchgeführt wurden) ergibt sich ein Alter von etwa 13 Milliarden Jahre für diesen Stern, der also nur wenig später als der Urknall entstand. Entsprechende Alter wurden für andere ultra-metall-arme Sterne wie CS31082-001 oder BD +17° 3248 ermittelt.